# Marienthaler Schlösschen

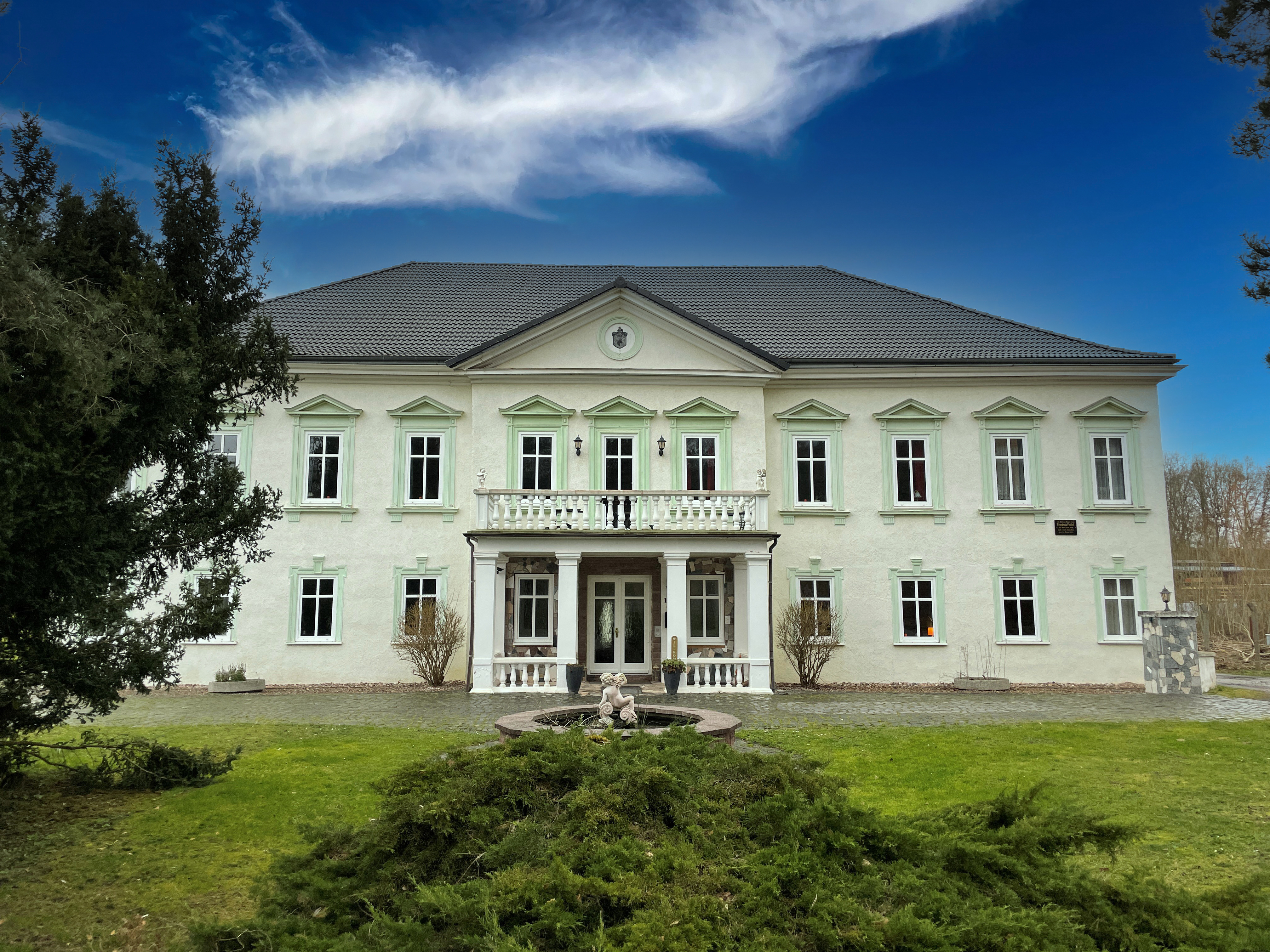
Ansicht 2022

Das Marienthaler Schlösschen ist ein Kulturdenkmal im Ortsteil Schweina der thüringischen Stadt Bad Liebenstein im Wartburgkreis und befindet sich im südlichen Teil der Ortslage direkt im Marienthal.
Das Schloss wurde als zweigeschossiger, streng symmetrischer, klassizistischer Bau mit einem dreiachsigen Mitteltrakt entworfen. Die Nebengebäude enthielten für den Gutsbetrieb erforderliche Funktionen, in einiger Entfernung zum Schloss befanden sich noch eine aus dem 16. Jahrhundert stammende Schmelzhütte und ein Kupferhammer.

## Geschichte
Das Gebiet südlich von Schweina gehörte im Mittelalter zu der Siedlung Wenigenschweina (erstmals 1330 erwähnt). Im ausgehenden 15. Jahrhundert entstand dort ein Gut, das zum Besitz der Herren von Rexrodt gehörte. Um 1558 kaufte Claus von Wechmar das Gut, wahrscheinlich veranlasste er den Bau eines schlossartigen Herrenhauses im Stil der Renaissance. Der preußische Obrist Ludwig Anton von Wechmar (1712–1787), im Siebenjährigen Krieg ein Husarengeneral Friedrichs des Großen, wurde im Schloss geboren. Das Gut wurde 1716 zum Verkauf angeboten und gelangte an die in Liebenstein ansässige Familie von Fischern. Da diese Familie in Liebenstein über eigene Immobilien verfügte, geriet das alte Schloss durch bauliche Schäden und Vernachlässigung in Verfall, erst ein Erbe, der Meininger Forstmeister Friedrich von Fischern, investierte ab dem Jahr 1800 in den Erhalt der Gebäude, 1808 war ein Seitengebäude als Neubau fertiggestellt, auf Anraten der beteiligten Baumeister wurde auch das alte Herrenhaus 1812 abgebrochen und durch einen Neubau ersetzt.

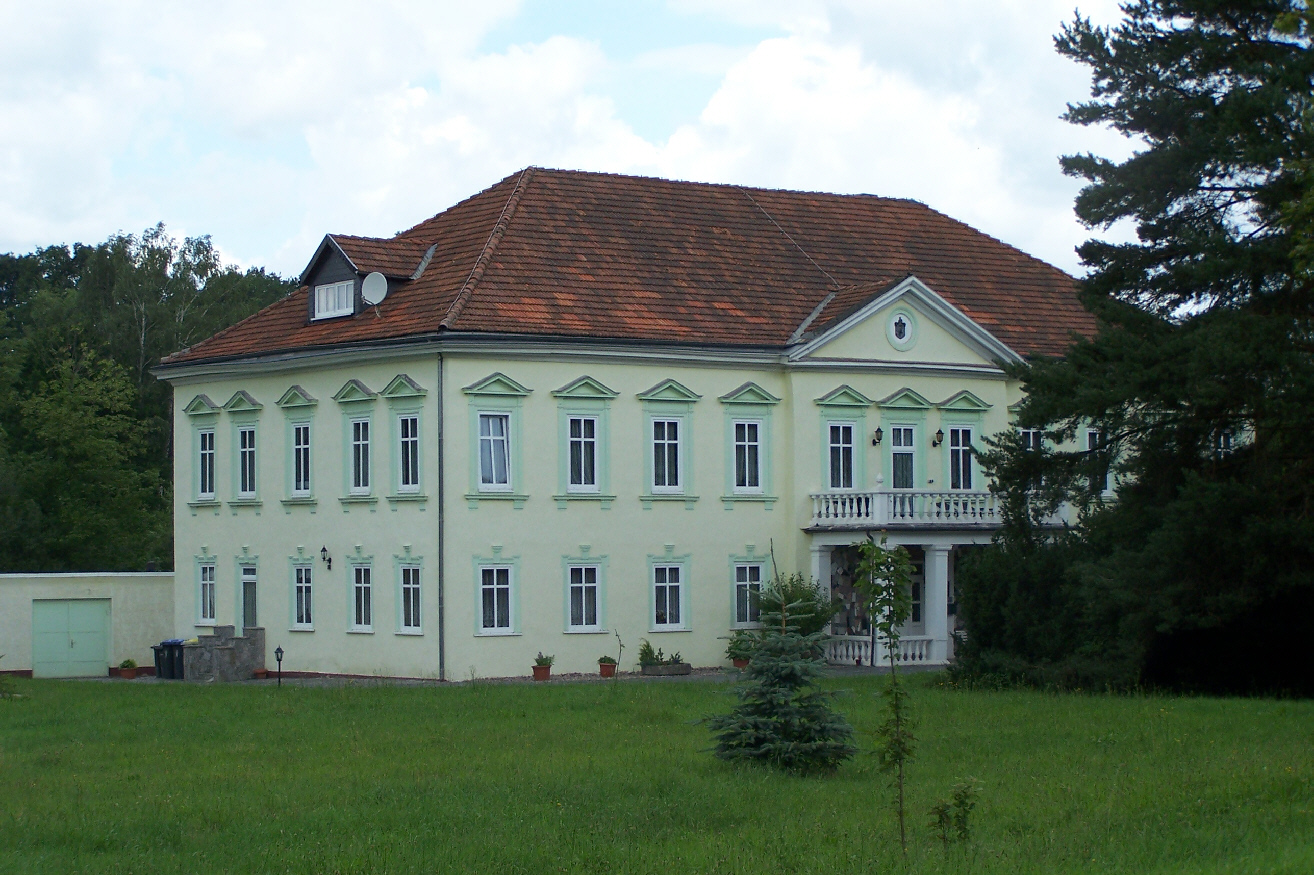
Gesamtansicht von Osten gegen 2011

Die Familie von Fischern gehörte zum Landadel im Herzogtum Sachsen-Meiningen und wurde 1815 von der Regentin, Herzogin Louise Eleonore, mit der Verwaltung der herzoglichen Forste betraut. Die ständige Abwesenheit von ihrem Gut in Wenigenschweina führte zu dem Entschluss, das Gut für eine längere Zeit zu verpachten. Die Herzoglich Meiningische Finanzkammer übernahm 1833 das Gut und nahm eine Umbenennung vor, auf Wunsch des nun regierenden Herzogs Bernhard Erich Freund wurde es mit der zugehörigen Flur nach dessen Gattin Marie von Hessen-Kassel in Marienthal umbenannt.

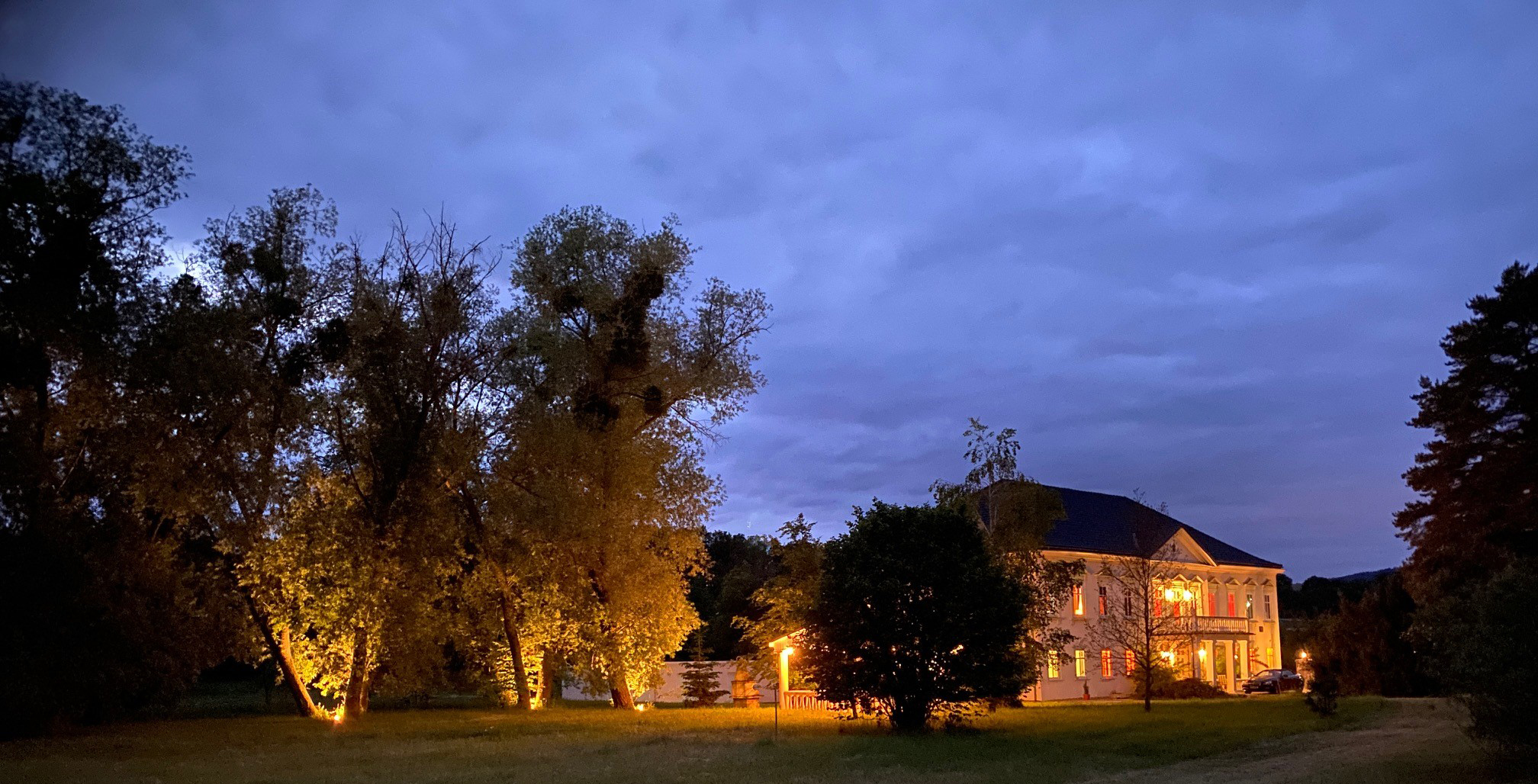
Parkanlage, Gesamtansicht von Osten

Das dem Marienthaler Schlösschen benachbarte Grundstück war seit dem 16. Jahrhundert Standort einer Kupferschmelzhütte, die sich etwa 500 Meter südlich am Ufer der Schweina befand. Dieser Betrieb wurde 1853 von dem Ruhlaer Industriellen Andreas Ziegler und einem Geschäftspartner erworben. Am Flusslauf der Schweina entstand binnen weniger Jahre eine weitläufige Fabrikanlage zur Fabrikation von Messern, Kleineisen- und Messingwaren. Ein Nachfolger der Unternehmensgründer erwarb 1892 das Marienthaler Schlösschen als Wohnsitz. In der Umgebung entstanden bis zum Ortsrand von Schweina weitere Industriebetriebe und am Talrand eine kleine Werksarbeitersiedlung mit dem Namen Marienthal.
Nach der Wiedervereinigung im Jahr 1990 wurde ein Großteil der bis zu 100 Jahre alten Fabrikgebäude abgerissen, das Gelände wurde in der Folgezeit von einem privaten Investor erworben und nach und nach erneuert. Bis Anfang 2020 blieb es einige Jahre ungenutzt und wartete auf einen neuen Besitzer. Mitte 2020 kaufte der Unternehmer Wolfgang Hartmann das Schloss und lässt es seitdem liebevoll und mit Blick für historische Details renovieren. Das großflächige Areal um das Schloss kann inzwischen wieder als Parklandschaft bezeichnet werden und unterstreicht die Schönheit des historischen Objekts.
Seit Anfang 2021 hat der Friedrich-Fröbel-Freundeskreis e. V. Bad Liebenstein im Schloss an historische Stätte eine neue Heimat gefunden.

## Friedrich Fröbel in Marienthal

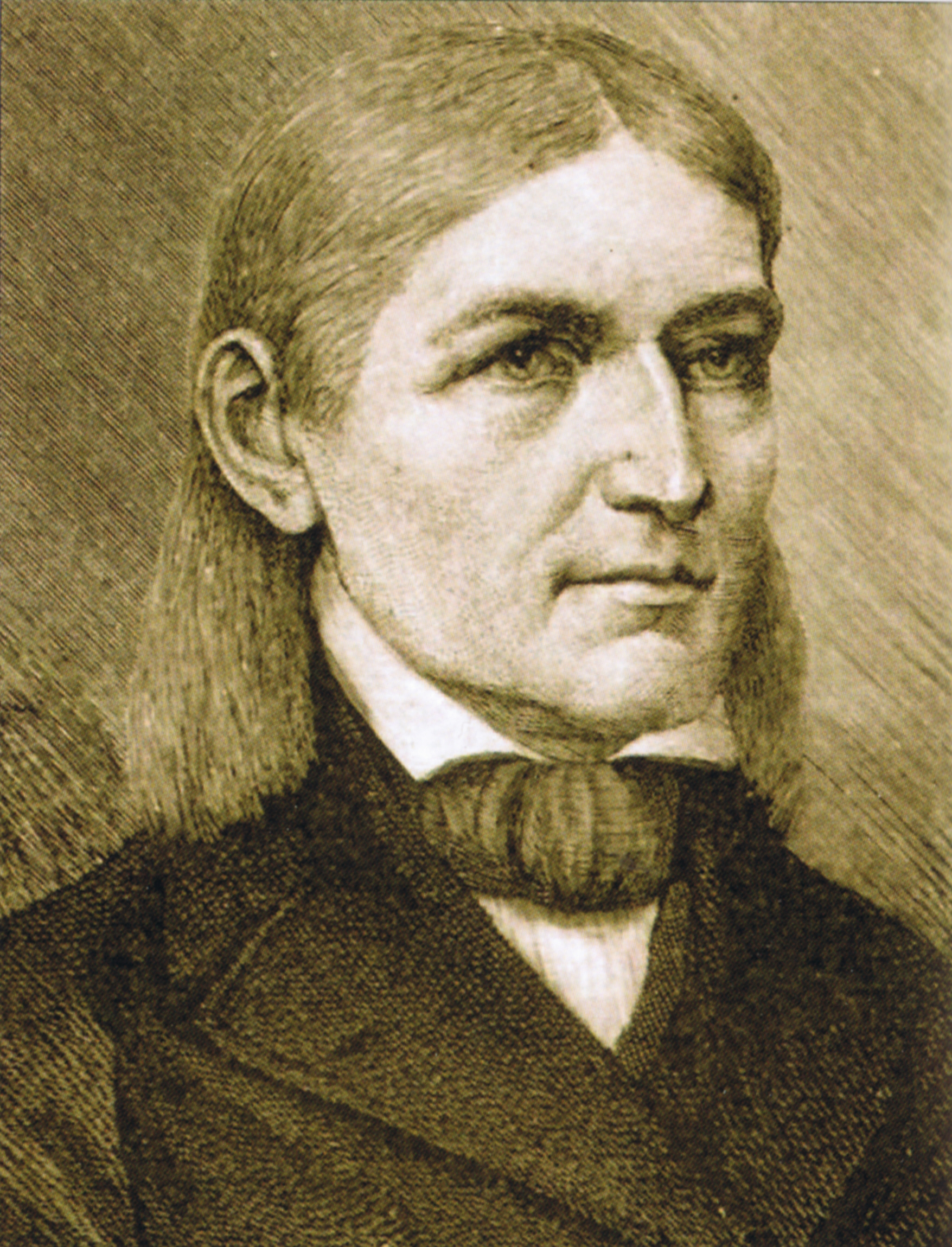
Friedrich Fröbel lebte und verstarb 1852 im Marienthaler Schlösschen

Ab Mai 1850 beherbergte das kleine Schloss, zu dem auch ein im Wiesengrund gelegenes Parkgelände mit Spazierwegen und Teichen gehörte, den Pädagogen Friedrich Fröbel und eine von ihm gegründete Ausbildungsstätte für „Kinderpflegerinnen“ im Obergeschoss des Hauptgebäudes. Damit befand sich im Marienthaler Schlösschen eine der ersten Berufsausbildungseinrichtungen für Frauen in Deutschland. Friedrich Fröbel wurde hier mehrfach von Adolph Diesterweg, einem anderen bedeutenden Pädagogen seiner Zeit, besucht. Hier ereilte ihn im August 1851 auch das preußische Kindergartenverbot. Der bereits 70-jährige Fröbel verstarb am 21. Juni 1852 im Marienthaler Schlösschen; er wurde auf dem Schweinaer Bergfriedhof beigesetzt. Unter seinem Nachfolger bestand die Bildungseinrichtung noch bis 1890 im Hauptgebäude des Schlosses.